# فانس راندولف
فانس راندولف (بالإنجليزية: Vance Randolph)‏ هو كاتب أمريكي، ولد في 23 فبراير 1892 في بيتسبرغ في الولايات المتحدة، وتوفي في 1 نوفمبر 1980.